# 杜周
杜周（？—西元前94年），字長孺，西汉政治人物，武帝手下酷吏。
根据《前汉书》记载杜周出生于南阳杜衍县人，本来是南阳太守手下的一名办事，通过巴结上司得利，受推荐给张汤，升为廷尉史。他办事专门看上司的意思。上司中意的人他就故意减轻罪状，上司厌恶的人他就加以打击。在他任廷尉职期间被关入监狱的人数大增，被关监狱的时间也延长。他的做法还受到武帝赏识，任命他为御史大夫，上升到三公的地位。家资无数。他的两个年纪大的儿子都成为重要地区的郡守，控制黄河两岸重地，而且和他们的父亲一样残暴。只有少子杜延年为人宽厚。

## 书籍
《前汉书·卷六十》，杜周传第三十

## 註解
1. ↑  《汉书》卷六：秋，旱。九月，御史大夫杜周卒。

## 延伸阅读
[在维基数据编辑]
 《史記/卷122》，出自司馬遷《史記》
 《漢書·卷060》，出自班固《漢書》

| 前任： 王卿 | 西汉御史大夫 第三十任 前98年—前94年 | 繼任： 暴勝之 |